# Umeå4ever
Umeå4ever är en norsk komedifilm från 2011, skriven och regisserad av Geir Greni. I rollerna ses bland andra Dagrun Anholt, Eirik Daleng och Marthe Feiring.

## Handling
Filmen kretsar kring huvudpersonen, Stian, som upptäcker att hans flickvän i Stavanger har varit otrogen. Han hoppar in i bilen med en vän och reser till Umeå där han ska försöka hitta sin gamla kärlek från 1994 som han träffat i en taekwondo-lokal. Bilresan varvas med tillbakablickar från tiden i Umeå.

## Rollista
- Dagrun Anholt – Gina
- Eirik Daleng – turist
- Marthe Feiring – bruden
- David Fransson – Robert
- Camilla Frey – Stine
- Moa Gammel – Exte Robyn
- Ida Gyllensten – Sophia
- Vegar Hoel – Anders
- Andreas Jörgensen – Magnus
- Marika Lagercrantz – mor
- Sondre Krogtoft Larsen – Stian
- Yngve Hustad Reite – brudgum
- Maja Rung – Bensinstasjonjente
- Jon Skolmen – far
- Sara Sommerfeld – Robyn
- Fridtjov Såheim – Mads

## Om filmen
Filmen spelades trots titeln inte in i Umeå utan i Karlstad. Den producerades av Peter Bøe och Greni för produktionsbolaget Snurr Film AS. I Norge distribuerades den av Columbia Tristar Nordisk Film Distributors A/S och hade biopremiär den 1 april 2011.
Filmen hade en budget på 12 000 000 norska kronor och fotades av Nils Petter Midtun. Den klipptes av Jens Christian Fodstad.